# Apanteles sanctivincenti
Apanteles sanctivincenti är en stekelart som beskrevs av William Harris Ashmead 1900. Apanteles sanctivincenti ingår i släktet Apanteles och familjen bracksteklar. Inga underarter finns listade i Catalogue of Life.